# 緑地保全地域
緑地保全地域（りょくちほぜんちいき）とは、都市緑地法第5条に基づき、都市計画で定めた良好な自然環境の形成に必要な地域。特に優れた緑地等は「特別緑地保全地区」に指定し，公共緑地として整備することができる。

## 概要
「緑地」とは、樹林地、草地、水辺地、岩石地もしくはその状況がこれらに類する土地が、単独でもしくは一体となって、又はこれらに隣接している土地が、これらと一体となって、良好な自然的環境を形成しているものをいう（都市緑地法第3条）。自然的要素が急激に減少していく都心地域において、現存する緑地資源を保護、保全することを都市緑地法は求めている。
都市緑地法第5条により、都市計画区域又は準都市計画区域内の緑地で、「無秩序な市街地化の防止又は公害もしくは災害の防止のため適正に保全する必要があるもの」または「地域住民の健全な生活環境を確保するため適正に保全する必要があるもの」のいずれかに該当する相当規模の土地の区域については、都市計画に緑地保全地域を定めることができる。 
都市における緑地は、良好な環境の確保にとって貴重な存在であり、緑地保全はそれらを保存、維持、管理していくことの重要性を主張する概念である。こうした概念は都市緑地法や各地の景観条例などに組み込まれている。
里地・里山など、都市近郊の比較的大規模な緑地においては、比較的緩い行為の規制により、一定の土地利用との調和を図りながら保全される。特に優れた緑地等は「特別緑地保全地区」に指定し、公共緑地として整備することができる。
緑地保全地域内において、建築物の新築や土地の形質の変更などを行おうとする者は、一定の場合を除いて、あらかじめその旨を都道府県知事に届出なければならない。特別緑地保全地区内において建築物の新築や土地の形質の変更などを行おうとする者は、原則として都道府県知事の許可を得なければならない。